# Georges Quéritet
Georges Quéritet, né le 6 avril 1882 à Seloignes en Belgique et mort le 5 janvier 1963 à Anvers en Belgique, est un footballeur international belge.
Attaquant au Royal Football Club de Liège puis au Racing Club de Bruxelles, il a joué le premier match officiel de l'équipe nationale belge qui a eu lieu à Bruxelles contre la France, le 1er mai 1904. La rencontre se solde par un match nul sur le score de 3-3  et Georges Quéritet réalise le doublé, dont le premier but officiel des Diables Rouges, à la septième minute du match.